# Sichuanosuchus
Genre
Espèces de rang inférieur
- † Sichuanosuchus huidongensis Peng, 1995, (espèce type)
- † Sichuanosuchus shuhanensis Wu et al., 1997

Sichuanosuchus, le « crocodile du Sichuan », est un genre éteint de crocodyliformes, un clade qui comprend les crocodiliens modernes et leurs plus proches parents fossiles.

## Liste des espèces
- † Sichuanosuchus huidongensis Peng, 1995. C'est l'espèce type qui a été trouvée dans la formation géologique de Shangshaximiao au Suichuan, dans un  niveau daté de l'Oxfordien (Jurassique supérieur) ;
- † Sichuanosuchus shuhanensis Wu et al., 1997, connue par un crâne presque complet découvert dans le Crétacé inférieur du Sichuan[2].

## Description

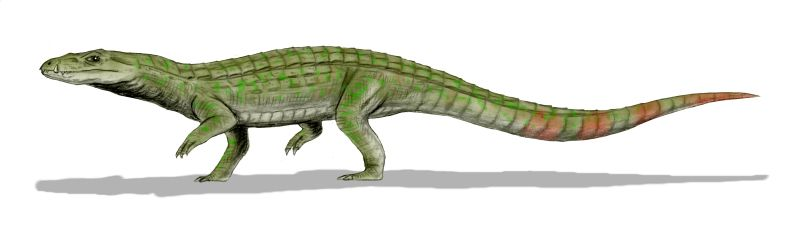
Vue d'artiste de Sichuanosuchus.

## Classification
En 2004, Diego Pol et Mark A. Norell  placent Sichuanosuchus en groupe frère de Zosuchus and Shantungosuchus et considèrent que ces trois genres forment un clade de Crocodyliformes basaux, caractérisés par des branches mandibulaires dont la partie postérieure est déjetée ventralement.
En 2012, cette position basale chez les Crocodyliformes est confirmée par les résultats d'une grande analyse phylogénétique des Crocodyliformes par Mario Bronzati et ses collègues qui souligne sa proximité avec les espèces des genres Shantungosuchus et Zosuchus.
En 2017, Ángela D. Buscalioni place Sichuanosuchus en groupe frère de Shantungosuchus, Zosuchus et de la famille des  Shartegosuchidae.
En 2018, Kathleen N. Dollman et ses collègues, érigent un nouveau clade nommé les Shartegosuchoidea pour regrouper ces taxons de Mesoeucrocodylia basaux (Zosuchus, Sichuanosuchus, Shantungosuchus et les Shartegosuchidae).